# Hyacinth Holland

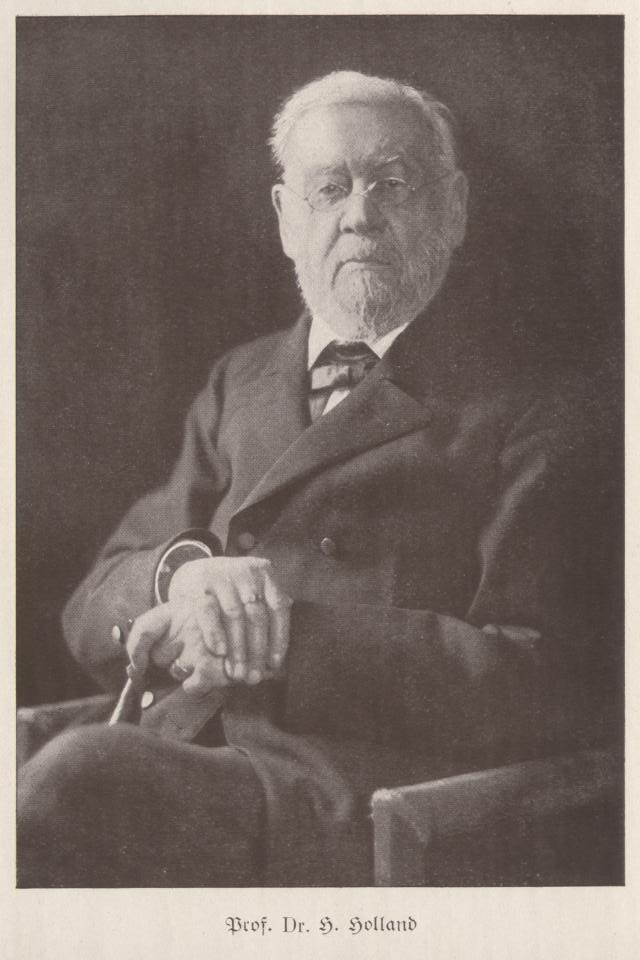
Hyacinth Holland (1907)

Hyacinth Holland (* 16. August 1827 in München; † 16. Januar 1918 ebenda) war ein deutscher Kunst- und Literaturhistoriker.

## Leben
Hyacinth Holland war ein Sohn des Juristen Christoph Holland und dessen Ehefrau Karoline Seel. 1846 legte er das Abitur am Wilhelmsgymnasium München ab. An der Universität München begann Holland Katholische Theologie zu studieren; später wechselte er zu Jura und Medizin. Sein Studium der Kunst- und Literaturgeschichte schloss er 1853 an der Universität Würzburg mit der Promotion ab.
1853 debütierte Holland als Autor erfolgreich; er veröffentlichte den ersten Band einer Geschichte der deutschen Literatur (angelegt auf drei Bände blieb dieses Werk ein Fragment). Seinen Lebensunterhalt verdiente er sich zeitlebens als freier Mitarbeiter verschiedener Zeitungen und Zeitschriften. Daneben wirkte er als Lehrer; u. a. 1854–55 als Hauslehrer im Haushalt der Grafen von Arco-Valley. Von 1861 bis 1911 unterrichtete er am Ascher’schen Erziehungsinstitut, von 1878 bis 1908 auch am Max-Joseph-Stift.
1865 heiratete Holland in München die Erzieherin Maria Schmitt (1826–1905). Er hatte sie am Ascher’schen Erziehungsinstitut kennengelernt.
Holland stand in enger Verbindung mit König Ludwig II. und war als Berater für dessen „verrätselte“ thematische Raumausstattungen der Schlösser Neuschwanstein, Linderhof und Herrenchiemsee tätig. Laut Hollands Aussage musste er dem König gegenüber „mit Handgelübde versprechen“, dass niemand außer ihm und dem König Einblick in die (auch esoterischen) Inhalte der Themenwelt erhalte. So ist laut der monographischen Untersuchung der Schlösser durch den Kunstwissenschaftler Alexander Rauch etwa die etymologische Deutung des für die Burg Neuschwanstein bedeutenden Namens Lohengrin (Lohe = Feuer, Grien = Gesicht) als „Sonnenantlitz“ des Sonnengottes Apollon (Symbol des Sonnenkönigs Ludwig XIV.) auf Holland zurückzuführen.
Persönliche Kenntnisse und eine Unmenge von gesammelten Unterlagen ließen Hyacinth Holland zu einem der fruchtbarsten bayerischen Nachrufschreiber und Biografen seiner Epoche werden. Besonders für die Allgemeine Deutsche Biographie (ADB) und das Biographische Jahrbuch schrieb er zahlreiche Artikel über bayerische Künstler des 19. Jahrhunderts, die ohne ihn zum Teil völlig in Vergessenheit geraten wären. Ab 1870 war er Mitglied im Münchner Verein für Christliche Kunst.
Im Alter von über 90 Jahren starb Holland am 16. Januar 1918 in München und fand dort auch seine letzte Ruhestätte.
Hyacinth Hollands Onkel väterlicherseits war der geadelte Priester und Pädagoge Benedict von Holland (1775–1853), Leiter der königlichen Erziehungsanstalt Hollandeum in München.

## Veröffentlichungen (Auswahl)
- Minnelieder. Ein Pfingstgruß. Wolf, München 1855.
- Geschichte der Münchener Frauenkirche, 1859, Digitalisat
- Kaiser udwig der Bayer und sein Stift zu Ettal. Rohsold, München 1860, Digitalisat.
- Die Entwicklung des deutschen Theaters und des Ammergauer Passionsspiel. Eine literatur-historische Studie. Fleischmann, München 1861, Digitalisat.
- Geschichte der altdeutschen Dichtkunst in Bayern. Pustet, Regensburg, 1862, Digitalisat.
- Moritz von Schwind. Sein Leben und seine Werke. Aus des Künstlers eigenen Briefen und den Erinnerungen seiner Freunde zusammengestellt. Neff. München 1873.
- Carl August Lebschée – Architektur- und Landschaftmaler. In: Oberbayerisches Archiv für vaterländische Geschichte.  Band 38, 1879, S. 127–164. (online).
- Theodor Horschelt. Ein Künstlerleben und -schaffen (= Bayerische Bibliothek. Bd. 20). Buchner, Bamberg 1890, Digitalisat.
- Ludwig Richter (= Die Kunst dem Volke. Nr. 2, ZDB-ID 748403-3). Allgemeine Vereinigung für Christliche Kunst, München 1910.
- Lebenserinnerungen eines 90jährigen Altmünchners. Herausgegeben von A. Dreyer. Parcus-Verlag, München 1921 (Autobiografie).